# Cateria styx
Cateria styx är en djurart som tillhör fylumet pansarmaskar, och som beskrevs av Gerlach 1956. Cateria styx ingår i släktet Cateria och familjen Cateriidae. Inga underarter finns listade i Catalogue of Life.